# Туаизи, Набиль
Наби́ль Зубди́ Тауизи́ (исп. Nabil Zoubdi Touaizi; род. 1 февраля 2001) — марокканский футболист, нападающий клуба «Атлетико Мадрид».

## Клубная карьера
Туаизи — воспитанник испанских клубов «Сантомера» и «Валенсия», а также английского «Манчестер Сити». В 2020 года Набиль вернулся в Испанию и подписал контракт на четыре года с клубом «Эспаньол». В том же году Туаизи начал выступать за дублирующий состав. 13 августа 2022 года в матче против «Сельты» он дебютировал в Ла Лиге.

## Международная карьера
В 2018 года в составе юношеской сборной Испании Туаизи принял участие в юношеского чемпионата Европы в Англии. На турнире он сыграл в матчах против команд Сербии, Нидерландов, Бельгии и Германии.
В 2021 году в составе молодёжной сборной Марокко Туаизи принял участие в молодёжном Кубке Африки в Мавритании. На турнире он сыграл в матчах против команд Гамбии и Танзании.